# Land of Plenty
Land Of Plenty er en film fra 2004 af Wim Wenders, som fortæller om det delte USA: De rige og de fattige. 
Filmen handler om den paranoide Vietnam-veteran Paul, der kører omkring og udspionerer arabisk-udseende mennesker – og hans niece Lana, der arbejder i Los Angeles' slumkvarterer. Hun er netop vendt tilbage efter en rejse til Palæstina. Lana har et større udsyn end de fleste amerikanere på grund at sit førstehåndskendskab til Mellemøsten og Afrika. Hun kan ikke se forskel på slumkvarterer i Los Angeles og fattigdommen i den tredje verden. Men Paul ses også fra en sympatisk vinkel – hvilket gør en dialog mellem de to mulig – og filmen seværdig.
Teknisk er der anvendt håndholdt kamera og digital metoder ved optagelse af filmen, der blev lavet på rekordtid. 